# Colorante leuco

Transformación entre las formas leuco y coloreada del cristal violeta lactone, halocromismo

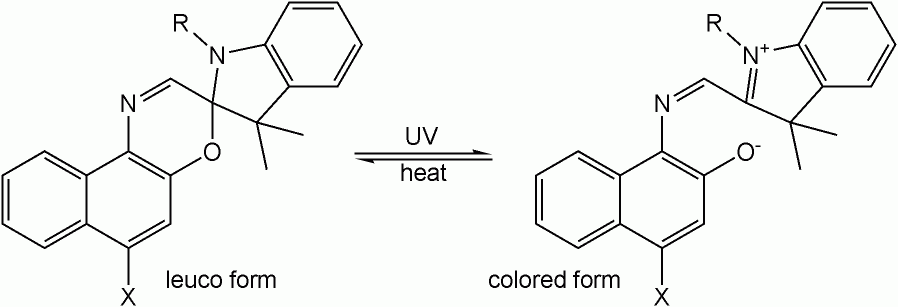
Transformación entre las formas leuco y coloreada inducida por radiación ultravioleta, fotocromismo

Un colorante leuco (del griego leukos ‘blanco’) es un tipo de colorante que puede variar entre dos formas químicas, una de las cuales es incolora. Las transformaciones que son reversibles pueden ser originadas por acción del calor, luz o pH, las que son ejemplos de termocromismo, fotocromismo y halocromismo respectivamente. Las transformaciones irreversibles por lo general involucran procesos de reducción u oxidación. La forma incolora a veces es denominada forma leuco.
Los colorantes leuco son la base de los papeles utilizados por impresoras térmicas y ciertos indicadores de pH.

## Ejemplos
El ejemplo más común es el uso de colorantes de azufre y colorantes de cuba; con índigo. El mismo da un color púrpura completamente insoluble en agua, por lo que no es posible aplicarlo directamente sobre la ropa. En cambio se lo reduce a índigo blanco (a veces Leucoindigo), el cual es soluble en agua e incoloro. Cuando una tela es extraída de un baño de colorante índigo blanco el colorante rápidamente se combina con el oxígeno en el aire y se transforma en el color índigo intenso e insoluble. El paso de reducción por lo general se realiza mediante el uso de ditionita de Sodio, hidroxiacetona e hidrógeno, o mediante métodos electroquímicos.

Índigo blanco (Leucoindigo)
Índigo
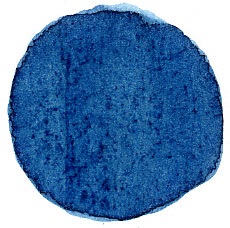
Colorante índigo

La forma espiro de una oxazina es un colorante leuco incoloro; el sistema conjugado de la oxazina y otra parte aromática de la molécula de un sp3-hibridado carbono «espiro». Luego de protonar una parte de la molécula, mediante irradiación con luz UV (ver fotocromismo), o introducir otro tipo de cambio similar, la unión entre el carbono espiro y la oxazina se rompe, el anillo se abre, el carbono espiro consigue una hibridación sp2 y pasa a ser plana, el grupo aromático rota, alinea sus orbitales π con el resto de la molécula, y se forma un sistema conjugado, con capacidad de absorber fotones de luz visible, y por lo tanto se lo percibe de color.
Otro ejemplo de un colorante leuco es el cristal violeta lactona, el cual en su forma lactona es incoloro o levemente amarillento, pero con un pH bajo, y protonado se torna de un tono violeta intenso. Otros ejemplos son la fenolftaleina y timolftaleína, incoloras en pH ácidos a neutros, pero que se tornan rosada y azul en medios alcalinos respectivamente. Otros ejemplos son muchos de los indicadores redox, los cuales sufren un cambio reversible de color entre formas incoloras y coloreadas a determinados potenciales de electrodo.